# Damian Veltchev
Damian Veltchev Damianov (en bulgare Дамян Велчев Дамянов), né le 20 février 1883 à Gabrovo et mort le 25 janvier 1954 à Menton, est un militaire et homme politique bulgare.
Militaire de carrière, Damian Veltchev gravit les échelons et devient colonel. Membre du Zveno, il organise le 19 mai 1934 le coup d’État qui met en place un régime corporatiste et autoritaire. Néanmoins, il préfère rester à l’écart du pouvoir et nomme à la tête du nouveau gouvernement, un de ses collègues, le colonel Kimon Georgiev.
Républicain engagé, Veltchev prévoit l’adoption d’une nouvelle constitution abolissant la royauté. Le roi Boris III, craignant pour sa personne, organise en janvier 1935 une insurrection qui chasse le Zveno du pouvoir. Damian Veltchev s’exile.
En septembre 1935, Damian Veltchev et le général Kiril Stantchev (en) (du Zveno) tentent de reprendre le pouvoir par un nouveau coup d’État. Cependant, les conspirateurs sont découverts, arrêtés et condamnés à prison à vie.
Néanmoins, lors du coup d'État bulgare de 1944, Damian Veltchev est libéré et rejoint le gouvernement du Front de la Patrie, dirigé par son ami Kimon Georgiev. Il devient alors ministre de la Défense et obtient le grade de colonel-général. Cependant, en 1946, les communistes organisent au sein de l’armée de nombreuses purges ; Veltchev, pour protester contre ces actions, démissionne et devient quelque temps après, ambassadeur en Suisse, poste qu’il occupe durant une année.
Refusant de retourner en Bulgarie, il obtient l’asile en Suisse et déménage plus tard en France ; il meurt le 25 janvier 1954 à Menton.